# Алекто білоголовий
Але́кто білоголовий (Dinemellia dinemelli) — вид горобцеподібних птахів ткачикових (Ploceidae). Мешкає в Східній Африці. Це єдиний представник монотипового роду Білоголовий алекто (Dinemellia).

## Опис

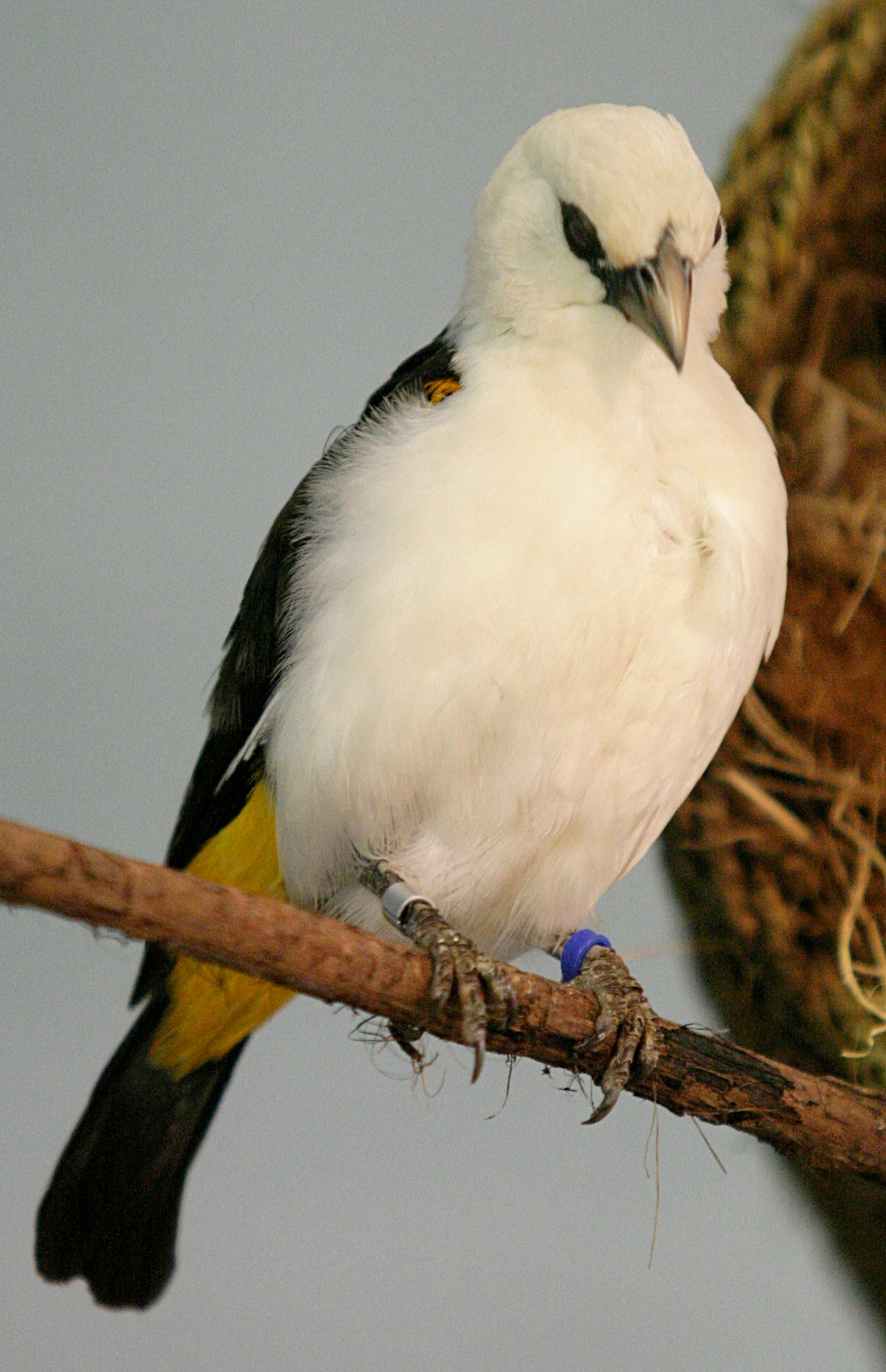
Білоголовий алекто

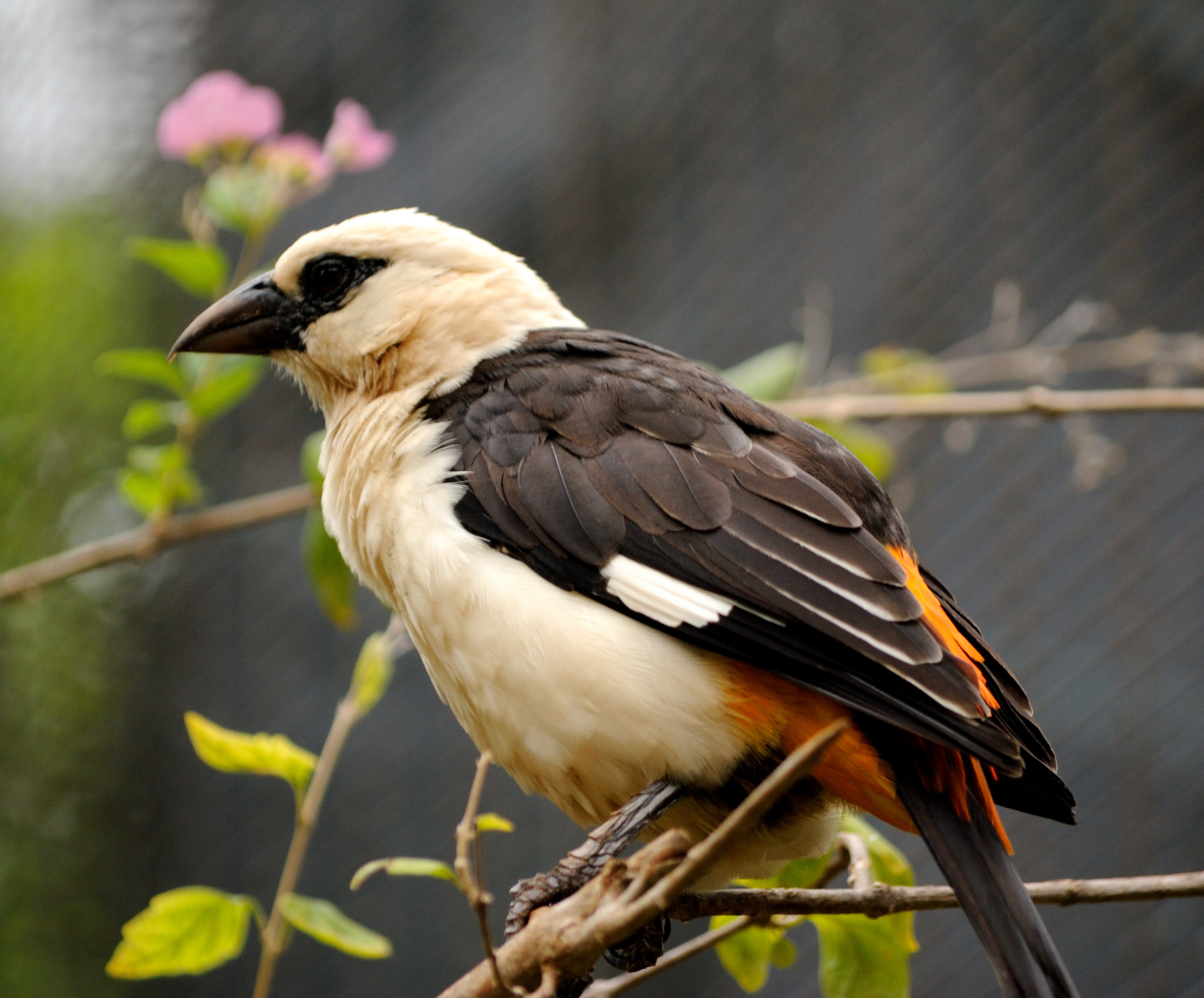
Білоголовий алекто

Довжина птаха становить 17-19 см, вага 57-85 г. Голова біла, верхня частина тіла переважно коричнева, на крилах вузькі білі смуги, помітні в польоті. Нижня частина тіла переважно біла. Нижня частина живота, надхвістя, гузка і нижні покривні пера хвоста яскраво-руді. Стегна темно-коричневі. У представників типого підвиду хвіст коричневий, у представників підвиду D. d. boehmi чорний. Дзьоб конічної форми, чорний.

## Підвиди
Виділяють два підвиди:
- D. d. dinemelli (Rüppell, 1845) — від сходу Південного Судану, Ефіопії і Сомалі до Кенії;
- D. d. boehmi (Reichenow, 1885) — південно-східна Кенія і Танзанія.

## Поширення і екологія
Білоголові алекто мешкають в Ефіопії, Джибуті, Сомалі, Південному Судані, Уганді, Кенії і Танзанії. Вони живуть в сухих акацієвих саванах і сухих чагарникових заростях, іноді на луках і в долинах річок. Зустрічаються невеликими зграйками до 3-6 птахів, на висоті до 1400 м над рівнем моря. Іноді приєднуються до змішаних зхграй птахів разом з багатобарвними мерлами.
Білоголові алекто живляться комахами, зокрема жуками і метеликами, яких ловлять на землі, а також плодами і насіням. Початок сезону розмноження залежить від кількості опадів і різняться між регіонами. Птахи формують моногамні пари, гніздяться колоніями. Гніздо велике, овалоподібне з коротким бічним вхідним тунелем, довжиною до 570 мм, розміщується на дереві, на висоті від 2 до 4 м над землею. Гніздо встелюється м'яким рослинним матеріалом і розділяється на кілька гніздових камер. Їх часто використовують інші птахи, зокрема африканські соколи-крихітки. В кладці від 3 до 5 сіруватих або блідо-блакитнуватих яєць, поцяткованих червонуватими, коричневими і оливковими плямками. Інкубаційний період триває 11-14 днів. Насиджують самиці, за пташенятами доглядають і самиці, і самці.